# Musée de l’Annonciade
Musée de l’Annonciade (pol. Muzeum Zwiastowania) – francuskie muzeum sztuki w Saint-Tropez, prezentujące dzieła z końca XIX i pierwszej połowy XX wieku, głównie prace puentylistów, fowistów i nabistów. Ulokowane jest w dawnej kaplicy katolickiej.  

## Historia
Muzeum znajduje się w dawnej Kaplicy Zwiastowania Matki Bożej, zbudowanej ok. 1520 przez Bractwo Plenitentów, trudniące się wykupem chrześcijańskich niewolników od Berberów. W czasie rewolucji francuskiej została ona sprzedana. W 1821 zniszczona została dzwonnica kaplicy. W XIX wieku w budynku mieścił się magazyn oraz składowano łodzie rybackie. 
Powstanie muzeum jest związane z Paulem Signaciem, który w 1892 na statku Olympia odbywał podróż wzdłuż Lazurowego Wybrzeża i przystanął w ówczesnej przystani rybackiej, jaką było Saint-Tropez. Zauroczony miasteczkiem, zakupił w nim dom, w którym urządził swą pracownię artystyczną, La Hune. Zapraszał do niej zaprzyjaźnionych malarzy, m.in. Henriego Matisse’a, Henriego Edmonda Crossa, André Deraina i Alberta Marqueta, którzy tworzyli tam swoje prace. Na bazie ich prac w 1922 powstało pierwsze muzeum sztuki nowoczesnej, przekształcone w 1937 w Museon Tropelen. 
W 1950, z inicjatywy przemysłowca i kolekcjonera Georges’a Garmmonta, rozpoczęła się modernizacja i przebudowa muzeum pod kierunkiem architekta Louisa Süe. Zostało ono oficjalnie otwarte 7 sierpnia 1956. Do jego zbiorów Garmmont przekazał również 56 dzieł ze swojej prywatnej kolekcji. 

## Zbiory
Zbiory Musée de l’Annonciade obejmują malarstwo, rzeźbę i rysunek z okresu od 1890 do 1950. Kolekcja ma charakter jednorodny i prezentuje przede wszystkim dzieła puentylistów, fowistów i nabistów. Często ich autorami są malarze przebywający w Saint-Tropez lub przedstawiający wizerunek miasta oraz jego okolic. Z czasem została rozwinięta i objęła również prace innych postimpresjonistów, m.in. kubistów Pabla Picassa i Georges’a Braque’a. Do najważniejszych autorów i ich prac prezentowanych w muzeum należą:
- Pierre Bonnard – Nu devant la cheminée (1919)
- Georges Braque – Paysage de l’Estaque (1906)
- Henri Edmond Cross – La Plage de Saint-Clair (1906–1907)
- André Derain – Pont sur la Tamise (1906), Effets de soleil sur l’eau (1906), Westminster (1906)
- Kees van Dongen – En la plaza, femmes à la balustrade (1910), La Gitane (1910–1911)
- Raoul Dufy – Jetée de Honfleur (1930)
- Roger de La Fresnaye – Le Rameur (1914)
- Aristide Maillol – La Baigneuse drapée (1921), Nymphe (1930)
- Albert Marquet – Saint-Tropez, le port (1905), Port de Marseille (1918), Sète, la Canal de Beaucaire (1924), Paris, quai d’Orléans (1930)
- Henri Matisse – Paysage Corse (1898), La Gitane (1905–1906), La Femme à la fenètre, Nice (1920), Intérieur à Nice (1920)
- Georges Rouault – Paysage biblique (1935)
- Georges Seurat – Chenal de Gravelines (studium) (1890)
- Paul Signac – L’orage (1895), Saint-Tropez au soleil couchant (1896), Les Pins parasols aux Canoubiers (1897), Saint-Tropez, le quai (1899)
- Félix Vallotton – Misia à son bureau (1897)
- Maurice de Vlaminck – Le Pont de Chatou (1906)
- Édouard Vuillard – Deux femmes sous la lampe (1892), Intérieur aux deux chaises (1901), La soupe d’Annette (1900–1901)

Ponadto prezentowane są prace m.in. Pabla Picassa, Maurice’a Denisa, Paula Gauguina, Paula Klee, Théo van Rysselberghe, Suzanne Valadon, André Lhote’a, Lucie Cousturier i Maximiliena Luce’a.